# Hypogastruroidea
Hypogastruroidea — надродина покритощелепних комах ряду Poduromorpha. Група включає 670 видів.

## Класифікація
- Родина Hypogastruridae — Börner, 1906
- Родина Pachytullbergiidae — Stach, 1954
- Родина Paleotullbergiidae — Deharveng L, 2004